# Permafroszt

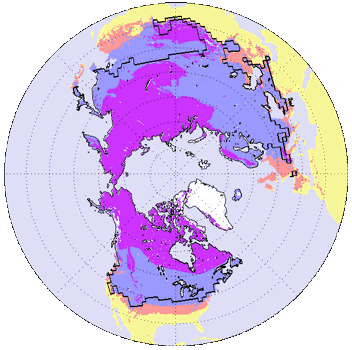
Lila területek: permafroszt; kék területek: időszakosan fagyott (évente legalább 15 nap); rózsaszín területek: változó (évente 15 napnál kevesebb). A fekete vonal a hótakaró legnagyobb kiterjedéseinek többévi átlagát jelzi

A permafroszt (angol permafrost, am. 'állandó fagy'; magyarul gyakran örökfagy) olyan talaj, amely legalább két éven keresztül fagyott állapotban van.
Kiterjedése függ a klíma változásaitól. Napjainkban (a foltokban előforduló permafrosztot is beleszámítva) a Föld szárazföldjeinek kb. 20%-án van kisebb vagy nagyobb mélységig tartósan fagyott állapotban a talaj.

## Folytonos és nem folytonos permafroszt
Permafroszt bármilyen éghajlat alatt kialakulhat olyan helyeken, ahol a levegő évi átlaghőmérséklete alacsonyabb a víz fagyáspontjánál; nem jön létre viszont ott, ahol a megfelelő mennyiségű hóesés gleccsereket vagy jégtakarókat alakít ki.
A talaj hőmérséklete kevésbé változik, mint a levegőé, és lefelé haladva nő. Ezért ha a levegő évi átlagos hőmérséklete csupán kevéssel van 0 °C alatt (kb. −5 °C-ig), kizárólag védett (és legtöbbször észak felé nyitott) helyeken, vagyis csak foltokban alakulhat ki ún. nem folytonos permafroszt. Alaszka és Szibéria bizonyos ilyen átlaghőmérsékletű területein ugyanakkor még a legutóbbi jégkorszak vagy 11 °C-kal hidegebb teleinek utóhatásaként továbbra is mélyebb és tartósabb permafroszt uralkodik.
A −5 °C-nál hidegebb átlaghőmérsékletű területeken más tényező már nem befolyásolja a permafroszt kialakulását, így ezeken annak folytonos változata alakul ki.

## Permafroszt a jégkorszakban
A legutóbbi jégkorszakban a permafroszt területe Európa jég által nem borított részén egészen Szeged és az Azovi-tenger vonaláig tartott (ami akkor szárazföld volt), Ázsiában pedig Peking szélességi köréig. Észak-Amerikában a jégtakaró szélét csak egy egészen keskeny permafroszt-sáv övezte New Jersey, Dél-Iowa és Észak-Missouri vonaláig. A déli féltekén Új-Zéland egyik déli tartománya, Otago középső, és Patagónia argentínai részén vannak permafrosztra utaló jelek, ami – a legmagasabb szélességi köröket leszámítva – valószínűleg nem volt összefüggő.

## Permafroszt napjainkban; a permafroszt és az éghajlatváltozás
A permafroszt mélysége és kiterjedtsége a globális felmelegedés egyik mutatója. 1998-ban és 2001-ben Alaszkában és Szibériában soha nem tapasztalt mértékben olvadt fel a talaj. Kanada Yukon tartományában az összefüggő permafroszt határa valószínűleg 100 km-rel került északabbra 1899 óta. (Igazán pontos adatok csak ez elmúlt harminc évből vannak.)
A felengedő talaj tovább súlyosbíthatja a felmelegedést, mivel az üvegházhatást fokozó gázok: metán és szénhidrogének szabadulnak fel. A New Scientist 2005 augusztusában közölt cikke szerint két kutató, Szergej Kirpotyin (Tomszki Állami Egyetem) és Judith Maquand (Oxfordi Egyetem) több mint 900 ezer négyzetkilométerre teszi annak a területnek a kiterjedését, ahol olvadásnak indult a permafroszt Nyugat-Szibériában. A 2017-ben közölt adat szerint ez több, 4 millió km², ami India méretének felel meg. A felszínen foltokban tőzeglápok jelennek meg, melyekből metán szivárog a légkörbe. A folyamat önmagát gerjeszti: a felszínre tartó gáztól átjárt talaj ugyanis nem fagy meg. Katey Walter és társai (Alaska University, Fairbanks) Kelet-Szibériában megfigyeltek olyan „forró pontokat”, gázkitöréseket, ahol még télen sem került fagyott állapotba a föld. A 11 ezer évvel ezelőtti jégkorszakban befagyott, és a permafroszt által elzárt lápban megbúvó metán mennyiségét Larry Smith (UCLA) 70 milliárd tonnára teszi (ez a föld alatti metánkészlet negyede). Stephen Sitch (Met Office's Hadley Centre, Exeter) szerint akár meg is duplázódhat az éves metánkibocsátás, ami a Föld átlaghőmérsékletének 10-25%-os növekedését okozhatja. 
Mások, például Brenda Ekwurzel (Union of Concerned Scientists, Washington) szerint lehetséges, hogy a légkörbe jutó nagy mennyiségű metán és szén-dioxid nem lesz komoly hatással a globális felmelegedésre, mivel a megváltozott talajviszonyok nagyobb kiterjedésű és sűrűbb növényzettel járnak, vagyis a szén körforgása lassan helyreállhat. 

### A talaj hőmérsékletének változása permafroszt területeken
Vlagyimir Romanovszkij (Alaszkai Egyetem, Fairbanks) felmérései szerint az elmúlt harminc évben mind Szibériában, mind Alaszkában emelkedett a talaj hőmérséklete Shishmaref, Fairbanks és Jakutszk közelében például mintegy 1,5 °C-ot. A levegő hőmérsékletének a következő ötven évben 2,5 °C-os emelkedését előrejelző számítógépes modell alapján a kutató úgy véli, már 2015 körül igen jelentős területeket érinthet az olvadás, majd egy rövid lehűlési időszakot követően 2040 körül már a völgyek védettséget élvező permafrosztja is felengedhet. 
A. V. Pavlov Oroszország európai részén +1,6-2,8 °C-ra teszi a talaj hőmérsékletének változását az 1973-92 közötti időszakban, Nyugat-Szibéria északi felén pedig +0,3-0,7 °C-ra 1980-90 között. (További adatok: )

## Építkezés permafroszt területeken
A permafroszton való építkezés nehézségét az adja, hogy az épület (ill. sokszor csővezetékrendszer) hője megolvasztja a fagyott talajt és az alapozás süllyedni kezd. Ennek elkerülésére három megoldást alkalmaznak:
- az alapokat facölöpökre rakják le,
- 1-2 méteres kavics/sóder réteget fektetnek le,
- a fűtőcsövekben száraz ammóniát használnak.

Szibériában már a jakut őslakók is ismerték azt a módszert, amelyet a jakutszki Permafroszt Kutatóintézet napjainkban újra felfedezett: a nagyobb épületek szilárdsága is biztosítható, ha alapjuk legalább tizenöt méteres mélységig nyúló cölöpökön nyugszik – ekkora mélységben ugyanis a talaj hőmérsékletét már biztosan nem befolyásolja az évszakok váltakozása.
A Transzalaszkai Csővezeték nem megemelt szakaszain az olaj hőjét szétoszlató berendezések akadályozzák meg a csövek lesüllyedését.
A már olvadásnak indult talajú területeken az erősödő talajerózió okozhat problémát.